# Innocent Until Caught
Innocent Until Caught ([ˈɪnəsnt ənˈtɪl kɔːt]IPA; česky Nevinný, dokud nezatčen) je grafická sci-fi adventura vydaná roku 1993 britskými Psygnosis pro Amigu a MS-DOS; děj se odvíjí v daleké budoucnosti v časech meziplanetárních letů na třech různých planetách. Jejím pokračováním je Guilty z roku 1995.

## Příběh
Hlavní hrdina, Jack T. Ladd, patří k elitě daňových podvodníků; toho času vězí až po uši v problémech. Nalézá se na planetě v systému Tayte a běží mu 20denní lhůta do vyrovnání daňového deficitu, jinak jej začne pronásledovat Intergalaktická Finanční Služba, což znamená v nejlepším případě rozprodání jeho tělesné schránky na orgány. Prvořadým úkolem je tudíž co nejrychlejší získání dostatečného obnosu.

## Přijetí
- OldGames: 71 %[2]